# Trzyciąż
Pour la gmina, voir Trzyciąż (gmina).
Trzyciąż est une localité polonaise, siège de la gmina de Trzyciąż, située dans le powiat d'Olkusz en voïvodie de Petite-Pologne.